# Wilhelm Zimmerman (handbollsspelare)
Wilhelm "Wille" Heinrich Bruno Zimmerman (ursprungligen Zimmermann), född 29 augusti 1909 i Liegnitz, Tyskland, inflyttad till Stockholm 1910, död 2 maj 1968 på Söderby sjukhus  var svensk landslagsman i handboll.

## Karriär
Wilhelm Zimmerman spelade för Matteuspojkarna i Stockholm där hans bror Rolf M Zimmerman var lagledare. Med klubblaget nådde han inga större sportsliga meriter, men han blev 1938 uttagen i svenska landslaget inför VM i utomhushandboll i Tyskland. Han spelade under 1938–1939 åtta landskamper för Sveriges herrlandslag i handboll. Sju av dessa landskamper var utomhus. Han var försvarsspelare och gick mållös från planen alla åtta gångerna och har alltså aldrig gjort ett landskampsmål. Han gjorde landslagsdebut i utomhus-VM 1938 i Tyskland. Sverige blev 4:a i den turneringen och det är Wilhelm Zimmermans största merit. 1939 spelade Zimmerman i Breslau sin enda inomhuskamp mot Tyskland då Sverige förlorade med 7-16. Zimmerman är Stor Grabb.
Wilhelm Zimmermans landskamper
| 1 | 1938 | Sverige - Holland (VM)    | Magdeburg | 8 - 4  |
| 2 | 1938 | Sverige - Rumänien (VM)   | Magdeburg | 7 - 6  |
| 3 | 1938 | Sverige - Schweiz (VM)    | Berlin    | 2 - 5  |
| 4 | 1938 | Sverige - Ungern (VM)     | Berlin    | 2 - 10 |
| 5 | 1939 | Sverige - Tyskland (inne) | Breslau   | 7-16   |
| 6 | 1939 | Sverige - Polen           | Katowice  | 8-6    |
| 7 | 1939 | Sverige - Rumänien        | Bukarest  | 5-4    |
| 8 | 1939 | Sverige - Danmark         | Köpenhamn | 2-13   |

## Meriter
- Fjärdeplats i utomhus VM-1938 i Tyskland